# Lovely Luna
Lovely Luna is de vierde track van het muziekalbum See see the sun van Kayak.
Pim Koopman, die zowel de muziek als de tekst schreef, werd in zijn latere leven vooral bekend van of wel rocksongs met Diesel dan wel met Middle of the Roadsongs. Lovely Luna is echter het zwaarst symfonische nummer van het album.
Het lied over maanziekte is opgebouwd volgens een ABBCB¹CA-schema. Het nummer begint met thema A waarin op quasi-senza misura, zonder vast ritme, de dromerige tekst wordt gezongen begeleid door mellotron en akoestische gitaar. Deze dromerige muziek gaat over in thema B, waarin de piano een vast ritme aangeeft. De basgitaar begint aan de solo, die wordt afgesloten met de dromerige zang uit A; de basgitaar zet opnieuw zijn thema in en dat wordt opnieuw afgesloten met de dromerige zang. Het thema van B wordt na een muzikale brug C doorgedrukt in de herhaling waarbij de band losbarst met donkere klanken van de toetsinstrumenten, nu voor het eerst ondersteund door slagwerk. Na wederom een brug C eindigt de song met de dromerige klanken vanuit het begin, opnieuw zonder slagwerk.
De basgitaar werd hier gespeeld door Cees van Leeuwen, die van 22 juli 2002 tot 27 mei 2003 staatssecretaris was van het ministerie van Onderwijs, Cultuur en Wetenschappen 

## Musici
- Ton Scherpenzeel – Fender Rhodes-piano, orgel, synthesizer, zang
- Pim Koopman – eerste zang, slagwerk
- Max Werner – mellotron, zang
- Cees van Leeuwen – Rickenbacker-basgitaar, zang
- Johan Slager – elektrische en akoestische gitaar, zang